# Discoelius nigriclypeus
Discoelius nigriclypeus (лат.) — вид одиночных ос семейства Vespidae. Эндемик Китая: провинция Хунань, округ Чандэ, уезд Шимэнь, Fuping mountain. Обнаружен на высотах 1200—1600 м. Длина самки 18 мм, длина переднего крыла — 15 мм. Окраска тела, в основном чёрная с желто-оранжевыми пятнами на жвалах и по заднему краю первого тергита брюшка. Усики очень короткие, скапус блестящий. Сходен с Discoelius zonalis, отличаясь грубой пунктировкой тела, плоскими скутеллюмом ми мезоскутомом и чёрным клипеусом. По последнему признаку авторы и дали название своему виду: nigr- (= чёрный) + clypeus (= клипеус, или наличник).